# آروسا ۱۳۰۴
سیارک ۱۳۰۴ (به انگلیسی: 1304 Arosa، نامگذاری:1928KC) هزار و سیصد و چهارمین سیارک کشف شده‌است که در ۲۱ مه ۱۹۲۸ و در هایدلبرگ کشف شد.
قدر مطلق سیارک برابر ۸٫۶۰ است.